# Sicfa
Sicfa (węg. Kisbaton) – wieś w Rumunii, w okręgu Kluż, w gminie Unguraș. W 2011 roku liczyła 10 mieszkańców.